# なよろひまわり畑
なよろひまわり畑は北海道名寄市一円に所在するヒマワリ群である。

## 概要
- 1987年(昭和62年）に智恵文地区の農家有志の協力で開始されたひまわり栽培は、当初観賞用のみであったが、現在、観光用のひまわり栽培は道立サンピラー公園に移し、平成22年度からは従前の畑には高オレイン酸タイプの新品種のひまわりが植えられ、「北の輝き」としてひまわり油が商品化されている[1]。

## 歴史
- 1987年(昭和62年) - 智恵文地区の農家有志の協力で観賞用ひまわりが栽培される [1]。
- 2009年(平成21年)12月 - ひまわり工房「北の輝き」が操業開始[2]。
- 2010年 - 新品種ひまわりを30haで栽培。同時に搾油事業を開始する[1]。
- 2011年 - 映画「星守る犬」（2011年6月公開）のメインロケ地になる[3]。
- 2013年 6月 - ひまわり油「北の耀き」と道産タマネギなどを原材料にした「一番搾り　ひまわりオイルドレッシング～玉ねぎ～」販売を開始[4]。

## 施設等
- なよろ智恵文ひまわり畑
  - パノラマ展望台
  - ひまわり遊歩道

## アクセス
- JR北海道名寄駅から車で15分北海道立サンピラーパークひまわり畑
- JR北海道名寄駅から車で20分名寄智恵文ひまわり畑